# قاسم بن حسين الخوارزمي
قاسم بن حسين الخوارزمي هو أديب وعالم لغة ولد عام (555 هـ / 1160م) وتوفي عام 617 هـ / 1220م)

## نسبه
ينسب إلى ولاية خُوارِزْم على نهر جَيْحون.

## نشأته
ولد بخوارزم في الليلة التاسعة من شعبان، ولازم حلقات العلم هناك، ثم سافر إلى بُخارى وسمرقند وغيرهما للقراءة على الشيوخ والعلماء، وأمضى بقية حياته في خوارزم.
لم يكن الخوارزمي ميسور الحال، وقد خلّف له والده «قدراً يسيراً لا يقنع بمثله إلا أصحاب الزوايا»، فكان ينفقه على مهل، ويرضى بالكفاف من الرزق، ويتلذذ بالغنى عن الناس، لما عُرف به من العفّة وإباء النفس، والإعراض عن المناصب التي أغري بها. اجتمع به ياقوت الحموي في خُوارِزم، وكانت بينهما علاقة وثيقة، وترجم له في «معجم الأدباء» ومما قاله فيه: «رأيت منه صدراً يملأ الصدر، ذا بهجة سنيّة، وأخلاق هنيّة، وبِشْرٍ طَلْق، ولسان ذَلِق، فملأ قلبي وصدري، وأعجز وصفُه نظمي ونثري... ورأيته شيخاً بهي المنظر، حسن الشيبة كبيرها، سميناً بديناً عاجزاً عن الحركة».

## وفاته
مات الخوارمي شهيداً على يد التتار الذين اجتاحوا خوارزم في ذلك الحين، ولم يعش أكثر من اثنين وستين عاماً.